# Echis omanensis
Echis omanensis là một loài rắn trong họ Rắn lục. Loài này được Babocsay mô tả khoa học đầu tiên năm 2004.